# Capo delle Operazioni Spaziali
Il capo delle Operazioni Spaziali (inglese: Chief of Space Operations) (CSO) è uno statutory office (concetto assimilabile ad una carica istituzionale) presieduto da un generale a quattro stelle della United States Space Force (USSF – Forza aerospaziale degli Stati Uniti d’America) che in questo modo rappresenta l'ufficiale di comando, in servizio attivo, più elevato all'interno della Forza Spaziale. 
È membro dello stato maggiore congiunto (Joint Chiefs of Staff) e funge da consigliere militare al Consiglio per la Sicurezza Nazionale, al Segretario della Difesa e al Presidente. Salvo quando il Capo dello stato maggiore congiunto e/o il suo vice sono ufficiali della USSF, è la più alta qualifica militare del corpo. L'ufficio è sito al Pentagono e, anche se non ha l'autorità di comando per quel che riguarda le operazioni militari (di cui si occupa l'Unified Combatant Command) supervisiona comunque l'operato delle unità e l'organizzazione dell'USSF così come indicatogli dal Segretario dell'aeronautica.  

## Nomina, grado e responsabilità

### Nomina
Il capo delle operazioni spaziali è nominato dal presidente, per un mandato di quattro anni, con il parere e il consenso del Senato. Il capo può essere riconfermato per servire un ulteriore mandato, ma solo durante i periodi di guerra o di emergenza nazionale dichiarata dal Congresso. Per statuto, il capo è nominato generale a quattro stelle.

### Responsabilità

#### Dipartimento dell’Aeronautica
Sotto l'autorità, la direzione e il controllo del Segretario dell'aeronautica, il capo delle operazioni spaziali presiede lo Stato Maggiore, agisce come agente esecutivo del segretario nell'attuazione dei piani approvati da quest’ultimo, ed esercita la supervisione sulle organizzazioni e sui membri della Forza Spaziale. Il capo delle operazioni spaziali può anche svolgere altri compiti assegnati dal presidente, dal segretario della difesa o dal segretario dell'aeronautica.

#### Membro dello Stato maggiore congiunto
Il capo delle operazioni spaziali è diventato membro del Joint Chiefs of Staff, il 20 dicembre 2020. Quando svolge funzioni come membro del Joint Chiefs of Staff, il capo delle operazioni spaziali è responsabile direttamente nei confronti del segretario della difesa. Come gli altri membri del Joint Chiefs of Staff, il CSO è una posizione amministrativa, senza autorità di comando operativo sulla forza spaziale.

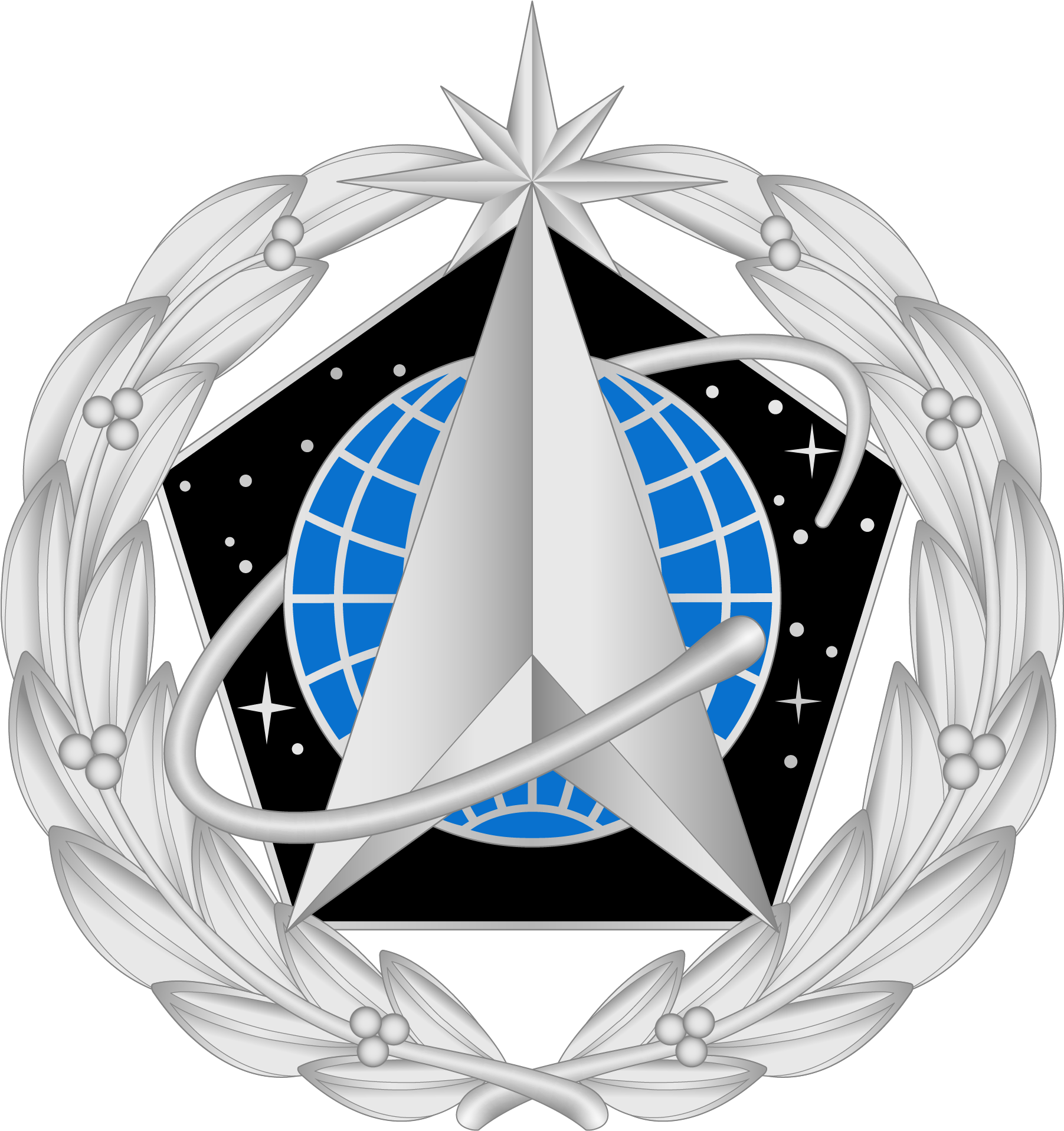
Distintivo di identificazione del personale della Space Force

## Storia

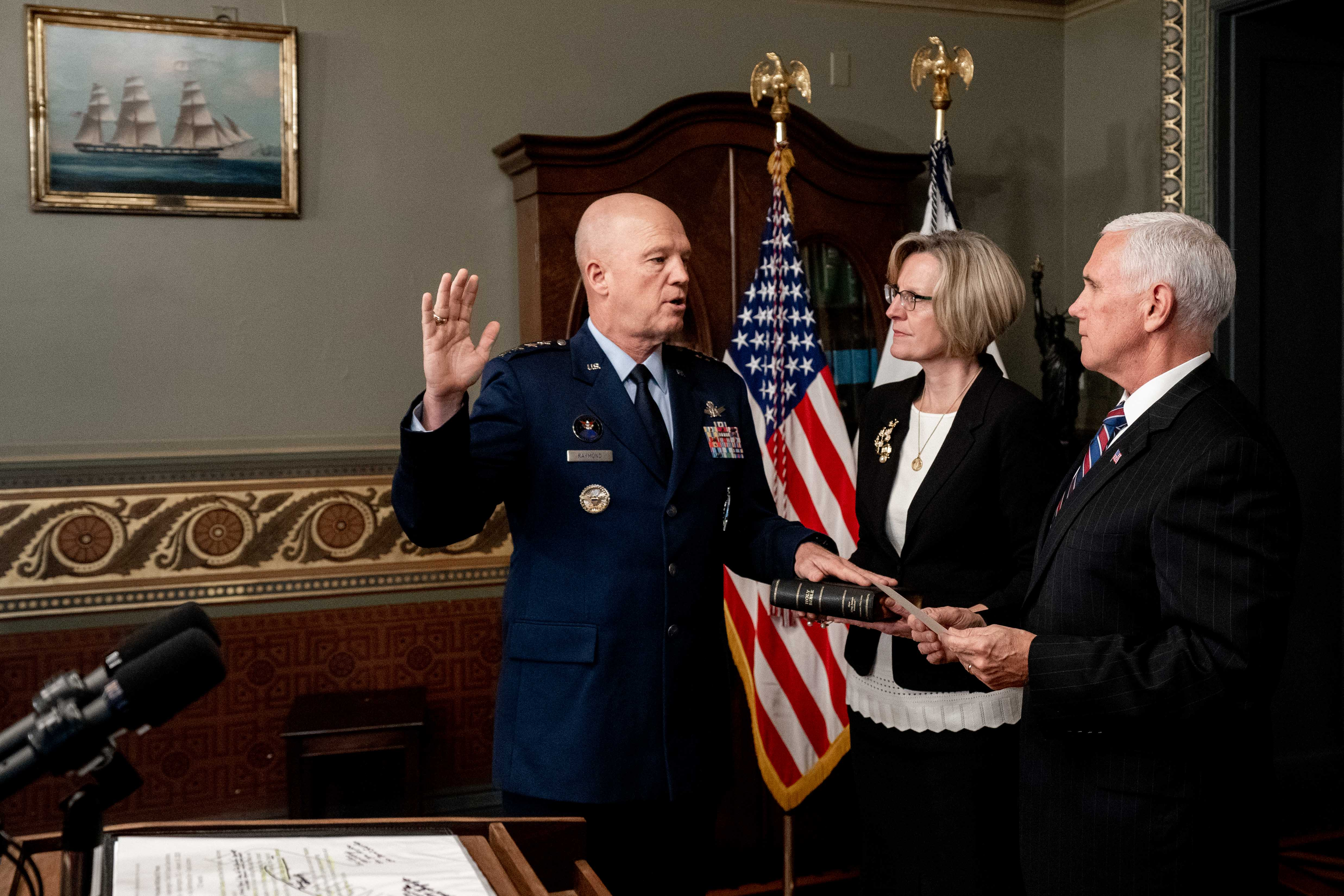
Il Gen. John W. Raymond giura come CSO, dinnanzi al vicepresidente Mike Pence.

La carica di capo delle operazioni spaziali è stata creata il 20 dicembre 2019, con la firma del National Defense Authorization Act per l'anno fiscale 2020, che stabilisce anche la creazione della stessa United States Space Force. Il generale John W. Raymond, comandante dello US Space Command and Air Force Space Command, fu annunciato questo stesso giorno come il primo capo delle operazioni spaziali. Così il 14 gennaio 2020, Raymond ha prestato giuramento come primo capo delle operazioni spaziali dinnanzi al vicepresidente Mike Pence.
Il 20 dicembre 2020, il CSO è diventato ufficialmente l'ottavo membro del Joint Chiefs of Staff. Raymond si è poi insediato come comandante del corpo, durante una cerimonia l'11 dicembre 2020.

## Space Staff e il personale
L'Ufficio del Capo delle Operazioni Spaziali, o più comunemente indicato come Space Staff (lo Stato maggiore) del USSF, è il quartier generale della United States Space Force. È responsabile dell'organizzazione, dell'addestramento e dell'equipaggiamento della USSF che collabora con l’Air Staff (lo Stato maggiore della USAF) su questioni di supporto logistico e militare. È diretto dal Capo delle Operazioni Spaziali e dal Vice Capo delle Operazioni Spaziali, entrambi generali a quattro stelle, e dal Sergente Capo della United States Space Force. C'è anche il Direttore dello Staff della United States Space Force, che supervisiona il gruppo d'azione del personale, il protocollo, la tecnologia informatica e l'amministrazione e le risorse della forza armata. Il capo delle operazioni spaziali ha anche quattro vice capi delle operazioni spaziali.

## Lista dei Capi delle Operazioni Spaziali
| Nº | Immagine                | Nome e cognome          | Estremi temporali | Estremi temporali | Estremi temporali | Alle dipendenze dei segretari:    | Alle dipendenze dei segretari: |
| Nº | Immagine                | Nome e cognome          | Inizio            | Fine              | Durata (giorni)   | Aeronautica                       | Difesa                         |
| -- | ----------------------- | ----------------------- | ----------------- | ----------------- | ----------------- | --------------------------------- | ------------------------------ |
| 1  | Gen John W. Raymond (5) | Gen. John W. Raymond    | 20 dicembre 2019  | 2 novembre 2022   | 1942              | Barbara Barrett Frank Kendall III | Mark Esper Lloyd Austin        |
| 2  |                         | Gen. B. Chance Saltzman | 2 novembre 2022   | in carica         | 864               | Frank Kendall III                 | Lloyd Austin                   |